# Sharlto Copley

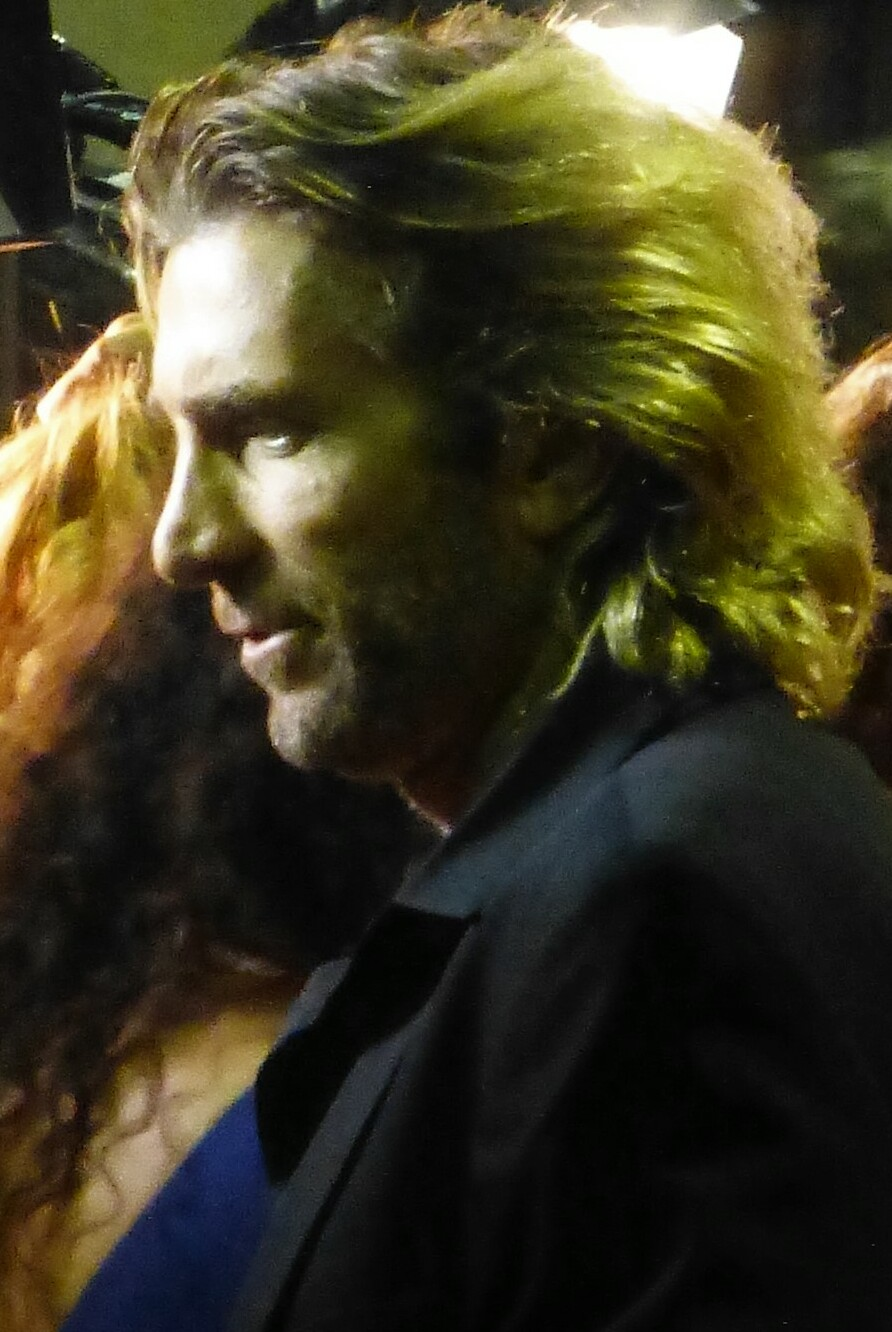
Sharlto Copley na premierze filmu Free Fire (2016)

Sharlto Copley (ur. 27 listopada 1973 w Pretorii) – południowoafrykański aktor, reżyser i producent filmowy.

## Życiorys

### Wczesne lata
Urodził się w Pretorii w RPA jako syn dr. Bruce'a Copleya, byłego profesora uniwersyteckiego. Jego brat, Donovan, w Kapsztadzie został wokalistą zespołu Hot Water, którego muzyka została wyróżniona w BBC World i którego piosenka „Bushfire” została wykorzystana w reklamie przez włoskiego producenta obuwia Primigi. Uczęszczał do St. Andrew's Preparatory School w Grahamstown, a następnie naukę kontynuował w prywatnym liceum Redhill School w Morningside Manor w Johannesburgu, gdzie zainteresował się filmem i teatrem.

### Kariera
Rok po opuszczeniu szkoły założył własną firmę producencką, a w 1993 r. poznał reżysera Neilla Blomkampa, byłego ucznia tego samego liceum, gdzie uczęszczał, i podjął z nim współpracę podczas realizacji różnych projektów jako grafik komputerowy. Był reżyserem i producentem wielu często kontrowersyjnych sztuk.
W roku 2005 wyprodukował krótkometrażówkę Blomkampa Alive In Joburg, która została następnie przerobiona na pełnometrażowy film Petera Jacksona Dystrykt 9 (District 9, 2009), gdzie zagrał główną rolę Wikusa van der Merwe. Dzięki występowi w tym filmie zdobył uznanie i wiele filmowych nagród oraz został zauważony przez Hollywood. Zagrał postać Murdocka w kinowej wersji Drużyny A (2010) u boku Liama Neesona, Bradleya Coopera i Quintona „Rampage” Jacksona.

### Życie prywatne
W 2012 roku związał się z aktorką i modelką Tanit Phoenix, którą poślubił w 2016. Wraz z rozwojem kariery zaczął mieszkać na przemian w Kapsztadzie i Los Angeles.

## Wybrana filmografia
- 2005: Yellow (film krótkometrażowy) jako żołnierz
- 2005: Alive in Joburg (film krótkometrażowy) jako snajper (także producent)
- 2009: Dystrykt 9 (District 9) jako Wikus van der Merwe
- 2010: Wikus and Charlize (film krótkometrażowy) jako Wikus van der Merwe (także producent, reżyser, scenarzysta)
- 2010: Drużyna A (The A-Team) jako H.M. Murdock
- 2013: Raport z Europy jako James Corrigan
- 2013: Elizjum (Elysium) jako agent C.M. Kruger
- 2013: Open Grave jako John (Jonah Cooke)
- 2013: Oldboy. Zemsta jest cierpliwa jako Adrian Pryce
- 2014: Królowa Śniegu 2 (The Snow Queen 2: The Snow King) jako Orm (głos)
- 2014: Czarownica (Maleficent) jako król Stefan, ojciec Aurory
- 2015: Chappie jako Chappie
- 2015–2016: Powers jako Christian Walker
- 2016: The Hollars jako Ron Hollar
- 2016: The Daily Show w roli samego siebie
- 2016: Hardcore Henry jako Jimmy
- 2016: Payday 2 jako Jimmy (głos)
- 2016: Free Fire jako Vernon
- 2019: Raz się żyje jako Mitch Rusk
- 2020: Ostatni skok w historii USA jako William Sawyer
- 2021: Ted K jako Ted
- 2021: Seal Team jako Switch (głos)
- 2022: Russian Doll jako Chezare 'Chez' Carrera
- 2022: Bestia jako Martin Battles
- 2024: Kraven Łowca jako Rhino

## Nagrody i nominacje
| Rok  | Nagroda                                | Kategoria                                  | Film       | Rezultat       |
| ---- | -------------------------------------- | ------------------------------------------ | ---------- | -------------- |
| 2009 | Chicago Film Critics Association Award | Najbardziej obiecujący występ              | Dystrykt 9 | Nominacja      |
| 2009 | Nagroda filmowa IGN                    | Najlepszy występ                           | Dystrykt 9 | Wygrana        |
| 2009 | Nagroda filmowa IGN                    | Ulubiony letni bohater                     | Dystrykt 9 | Wygrana        |
| 2009 | Nagroda Złotego Kolesia (JoBlo.com)    | Najlepszy aktor roku                       | Dystrykt 9 | Nominacja      |
| 2009 | Nagroda Złotego Kolesia (JoBlo.com)    | Przełomowy występ roku                     | Dystrykt 9 | drugie miejsce |
| 2010 | Empire Award                           | Najlepszy nowy przybysz                    | Dystrykt 9 | Nominacja      |
| 2010 | International Cinephile Society Award  | Najlepszy aktor                            | Dystrykt 9 | Nominacja      |
| 2010 | MTV Movie Award                        | Best Scared-As-S**t Performance            | Dystrykt 9 | Nominacja      |
| 2010 | Online Film & Television Association   | Najlepszy aktor wyróżniający się wykonawca | Dystrykt 9 | Nominacja      |
| 2010 | Online Film Critics Society Award      | Najlepszy aktor                            | Dystrykt 9 | Nominacja      |
| 2010 | Scream Award                           | Najlepszy aktor Science Fiction            | Dystrykt 9 | Nominacja      |
| 2010 | Scream Award                           | Breakout Performance - Male                | Dystrykt 9 | Nominacja      |
| 2010 | Teen Choice Award                      | Najlepszy filmowy aktor - Sci-Fi           | Dystrykt 9 | Nominacja      |